# Теорема Варіньона (механіка)

Схема до пояснення теореми Варіньона у векторній формі запису

Теоре́ма Варіньо́на — одна з теорем механіки, що встановлює залежність між результуючим моментами заданої системи збіжних сил і моментом їх рівнодійної відносно довільного центра або осі. Сформульована П'єром Варіньоном (фр. Pierre Varignon, 1654–1722) в 1687 році у роботі «Проєкт нової механіки…», на основі поняття векторної величини та закону додавання сил за правилом паралелограма, введеними в механіку голландським математиком та інженером Сімоном Стевіном (нід. Simon Stevin, 1548–1620).
Теорема Варіньона:
Якщо система сил ({\displaystyle {\bar {F}}_{i}}), прикладених до абсолютно твердого тіла має рівнодійну ({\displaystyle {\bar {R}}}), то момент рівнодійної {\displaystyle {\bar {M}}_{O}} відносно довільного центра (O) (осі z) дорівнює сумі моментів всіх сил {\displaystyle {\bar {M}}_{O}(F_{i})} системи відносно того ж центра (осі).
Моменти сил відносно центра O — величини векторні і сума є геометричною (векторною):
{\displaystyle {\bar {M}}_{O}=\sum \limits _{i=1}^{N}({\bar {r}}_{i}\times {\bar {F}}_{i})={\bar {r}}\times \sum \limits _{i=1}^{N}{\bar {F}}_{i}={\bar {r}}\times {\bar {R}}}.
Моменти сил відносно осі z — величини скалярні і сума є алгебраїчною.
{\displaystyle {\bar {M}}_{z}=\sum \limits _{i=1}^{N}M_{z}(F_{i})}
Моменти сил відносно центра О можуть також розглядатися як величини алгебраїчні, коли всі сили {\displaystyle {\bar {F}}_{i}}, розташовані в одній площині й центр О лежить в тій же площині. Теорема Варіньона використовується при розв'язанні задач з різних розділів механіки (особливо статики): опору матеріалів, будівельної механіки тощо.